# Eleazar de Carvalho Filho
Eleazar de Carvalho Filho é um banqueiro, investidor e sócio-fundador da Virtus BR Partners.

## Biografia
Eleazar de Carvalho Filho é sócio-fundador da Virtus BR Partners, empresa independente de assessoria financeira focada em fusões & aquisições, captação de recursos, reestruturação de dívida e fairness opinion, e membro dos conselhos de administração do Grupo Pão de Açúcar, FMC Technologies e  Brookfield Renewable Energy Partners.
É filho do maestro Eleazar de Carvalho. Formou-se em economia pela New York University em 1979. Formou-se mestre em relações internacionais pela Johns Hopkins University em 1981.
Iniciou sua carreira no Crefisul/Citibank. De 1986 até 1998, ocupou posições de importância no setor privado. Foi presidente do Banco UBS, diretor geral do UBS AG no Brasil e diretor tesoureiro da Alcoa Alumínio. Foi ainda membro do conselho de administração da Companhia Vale do Rio Doce, Eletrobrás, Petrobras, São Paulo Alpargatas, Tele Norte Leste, Rossi Residencial, Varig, Santista Têxtil, Telemig e Telemar. Também trabalhou para o Banco Garantia pelo qual foi responsável pelas finanças corporativas e pela filial do Rio de Janeiro.
A 31 de dezembro de 2001, com a saída de Francisco Gros, o qual substituiu Henri Philippe Reichstul à frente da Petrobras, Eleazar de Carvalho Filho foi empossado presidente do BNDES.
Em junho de 2006, assumiu como chairman da companhia BHP Billiton Brasil. Em janeiro de 2008, passou a ser o principal sócio e presidente do Banco de Investimentos do Unibanco.
É casado com Sonia Quintella e possui três filhos fruto de seu casamento anterior.